# Pinza freno
La pinza freno è l'insieme di componenti che sorreggono le pastiglie freno e delle componenti che le muovono (pistoncini o cilindretti). I cilindretti sono costruiti generalmente in alluminio o acciaio cromato.

## Tipo di pinza
Ci sono due tipi di pinza freno:
- flottante, una pinza freno flottante grazie a un sistema di slittamento laterale, ha libertà di movimento rispetto al disco freno (che è del tipo fisso). Il cilindretto da un lato del disco freno spinge una pastiglia verso il disco, quando avviene il contatto esso comincia a tirare la pinza rendendo possibile anche il contatto della pastiglia dal lato opposto del disco.
- fissa, una pinza freno fissa non ha nessun movimento, mentre il disco freno può essere fisso (sistemi economici) o flottante. Utilizza uno o più coppie di cilindretti che schiacciano le pastiglie freno verso il disco su entrambe le facce dello stesso, è più complessa e più costosa del tipo flottante.

## Struttura della pinza
La parte esterna e di supporto dei pistoni della pinza può essere creata con diverse strutture, il che ne conferiscono diverse caratteristiche:
- A blocchi generalmente si trattano di due pezzi tenuti assieme da due o più viti il che ne permette una facile revisione, un costo di produzione e riparazione più basso.
- Monoblocco caratterizzata da un unico elemento di supporto dei pistoni, generalmente questa struttura è tipica delle pinze flottanti, le quali grazie a questa caratteristica sono più rigide delle corrispettive pinze fisse, senza perdere l'economicità e la facilità di revisione, mentre con l'adozione di questo tipo costruttivo anche per le pinze fisse, si è perso per queste ultime la facilità di revisione, con l'aumento dei costi produttivi, guadagnando la rigidità tipica delle pinze flottanti.

Inoltre a seconda del diverso tipo di collegamento che si può avere da un lato all'altro della pinza si ha anche la denominazione:
- Monoponte o single bridge struttura tipica delle maggior parte delle pinze flottanti, dove il ponte di collegamento scorre lungo tutta la lunghezza della pinza
- Biponte o double bridge, struttura tipica della maggior parte delle pinze fisse del tipo a blocchi, dove le due parti della pinza vengono collegate tra di loro tramite ponti laterali
- triponte o triple bridge, struttura adottata da alcune pinze fisse monoblocco, dove oltre ai ponti laterali, si ha anche un ponte centrale

## Collegamento pinza
Le pinze per poter aver un'azione sul disco devono essere fissate a qualcosa, ed esistono vari metodi a seconda del tipo di mezzo:

### Autoveicoli e camion
Per i mezzi a quattro o più ruote la pinza può essere collegata nei seguenti modi:
- Piastra del mozzo, la pinza è collegata alla piastra che fa da mozzo alla ruota
- Piastra snodata, la pinza è fissata a una piastra che è vincolata a ruotare sull'asse del mozzo della ruota e tenuta in posizione da una leva, questo sistema permette un minimo di controllo dei trasferimenti di peso e conseguenti variazioni d'assetto.

### Motocicli e biciclette
Per i mezzi a due ruote la pinza può essere collegata nei seguenti modi:
- Al fodero delle forcelle, tale collegamento ha innumerevoli vantaggi; è il sistema più rigido, più leggero, meno costoso e più affidabile di tutti, per questo motivo è stato usato abbondantemente. L'inconveniente è che tale collegamento si può effettuare solo sulle forcelle telescopiche e non rovesciate, perché in quest'ultimo caso non si riuscirebbe ad avere pinza e pista frenante allineati.

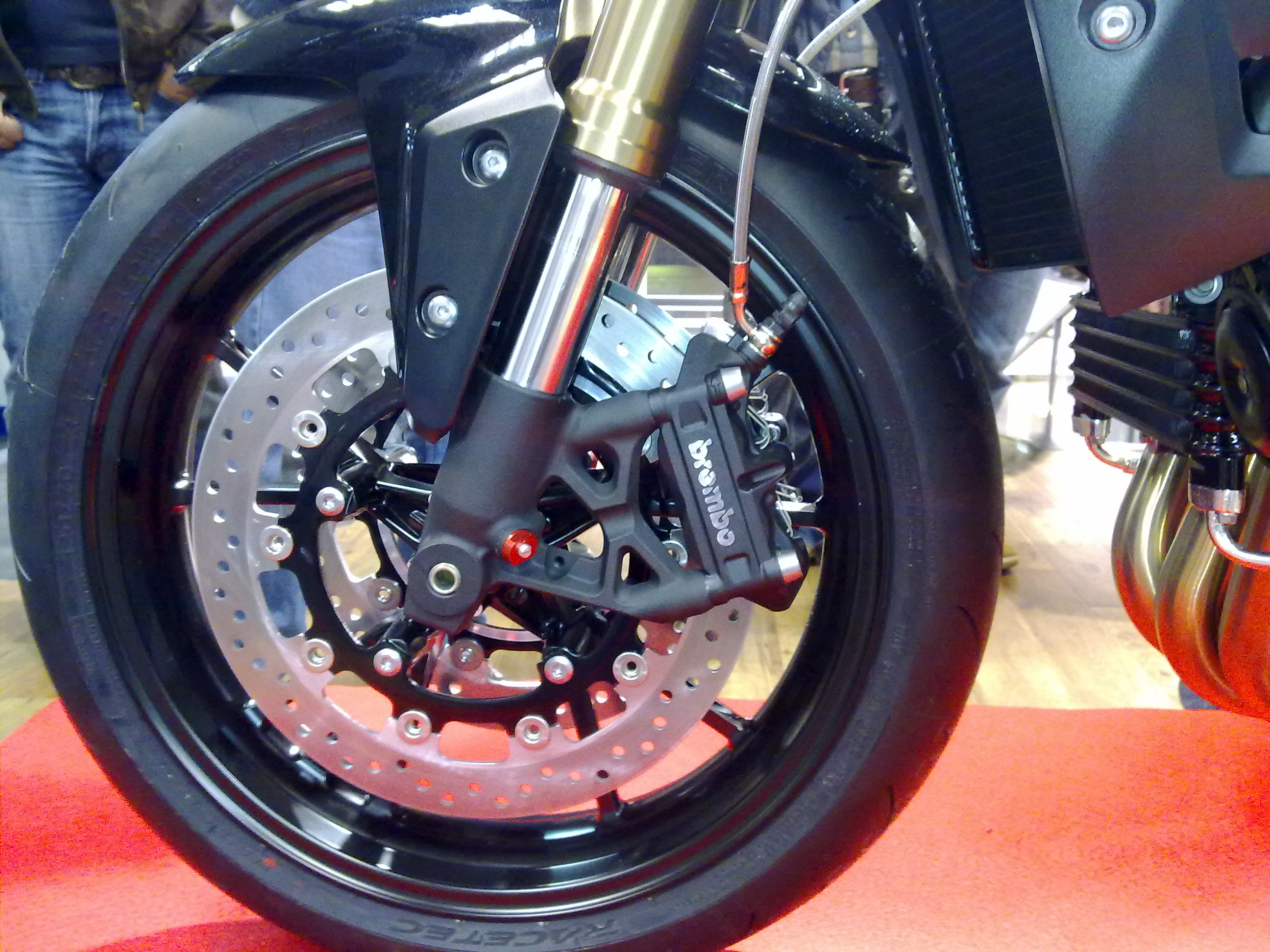
Pinza freno radiale

- Radiale, questo tipo di collegamento viene utilizzata soltanto sulle forcelle a steli rovesciati, tale collegamento ha permesso di migliorare la rigidità e ridurre il peso dell'aggancio al piedino della forcella, ma quest'aggancio è generalmente più costoso e si rende migliore rispetto all'aggancio tramite asta solo in condizioni molto gravose per i freni, come nelle competizioni, anche se nel 2007 molte case hanno fatto vanto di tale sistema, applicandolo anche sui ciclomotori, questo sistema rispetto agli altri permette un facile e veloce adeguamento dell'attacco pinza per dischi di dimensioni maggiori, tramite l'uso di semplici spessori.
- Tramite asta trasversale, questo collegamento viene utilizzato con le forcelle a steli rovesciati, utilizza un'asta che partendo dal piedino della forcella posiziona la pinza freno all'altezza desiderata, questo sistema ha il vantaggio di permettere una maggiore flessibilità di sostituzione delle forcelle, infatti non serve avere un fodero specifico per quella pinza frenante, ma è sufficiente rispettare il diametro del fodero, anche se tale sistema perde in qualità meccaniche rispetto al sistema tradizionale.

- Piastra oscillante, la pinza è fissata a una piastra che è vincolata a ruotare sull'asse del mozzo della ruota e tenuta in posizione da una leva che crea un quadrilatero snodato con il telaio, questo sistema è generalmente utilizzato sull'impianto posteriore e permette di gestire i trasferimenti di peso e conseguenti variazioni d'assetto, funzionando come sistema anti-affondamento nel caso di sistemi all'anteriore, mentre generalmente al posteriore viene favorito l'affondamento del posteriore per ridurre il trasferimento di carico e aumentare le potenzialità frenanti.

- Piastra fissa, questo sistema è molto utilizzato per il sistema posteriore e la pinza è fissata a una piastra che è vincolata al forcellone, in rari casi tale sistema è stato utilizzato anche per la forcella.

## Pistoncini e Cilindretti
Il più diffuso sistema di pinza freno comprende un singolo pistoncino (generalmente in alluminio o acciaio cromato) attivato idraulicamente che si muove all'interno di un cilindretto. Il numero di pistoncini può aumentare a seconda delle necessità frenanti richieste dal progetto, fino a normalmente un massimo di 8.
Le auto moderne hanno il circuito idraulico dei freni (che muove i pistoncini) sdoppiato per ragioni di sicurezza.

### Misure
Le misure dei pistoncini sono:
- Diametro maggiore è il diametro del pistoncino e maggiore sarà la quantità di liquido necessaria per il suo spostamento, inoltre maggiore è la sua misura e maggiore sarà la forza che potrà trasmettere alla pastiglia, ma come contro richiederà una maggiore corsa del comando del freno, oppure una modificazione del rapporto delle leve tra la pompa freno e il comando del freno o un aumento del suo diametro (in questi ultimi due casi si avrà anche un aumento della resistenza al comando del freno).
- Lunghezza questa misura dipende dal tipo di pinza freno e dagli organi di consumo con cui deve lavorare

### Disposizione
La loro disposizione può essere di due tipi:
- Laterali, questi pistoncini sono disposti solo da un lato della pinza, questo tipo di disposizione viene utilizzato sulle pinze flottanti e per ridurre la possibilità di grippare i pistoncini, il numero dei pistoncini in questo caso è la metà di una pinza con pistoncini contrapposti, ma l'effetto sulla frenata rimane il medesimo, perché oltre ai pistoncini c'è l'effetto dato dalla pinza dall'altra parte del disco e che contribuisce con una forza pari a quella dei pistoncini, questo perché la pinza essendo flottante non permette di fare pressione e usurare la pastiglia spinta dai pistoncini finché anche la pastiglia alloggiata sulla pinza non va a contatto con il disco.
- Contrapposti, questi pistoncini sono disposti a entrambi i lati della pinza, uno di fronte l'altro, questo tipo di disposizione viene utilizzato sulle pinze fisse.

### Tipologia
Questi pistoncini possono essere:
- Uguali, questo tipo permette di avere sempre una pressione costante lungo tutta la superficie delle pastiglie sul disco, garantendo un'usura omogenea, ma limita la gradualità della frenata.
- A diametro differenziato, questo tipo ha come caratteristica una coppia di pistoni di diametro diverso. Il pistoncino più piccolo permette d'avere un'azione più graduale e modulare dell'azione frenante, venendo azionato più velocemente perché richiede meno liquido per lo spostamento, facendo aderire prima la propria porzione della pastiglia, permettendo un inizio più dolce della frenata, andando a ridurre la forza sul comando del freno, il pistoncino più piccolo si ritrae più rapidamente, riducendo più gradualmente l'azione frenante, come contro porta ad avere un'usura non omogenea della pastiglia che tende a consumarsi diagonalmente, per via dei transitori e modulazioni della frenata, mentre quando tutti i pistoncini sono in pressione, trasferisce minore forza sulla pastiglia e compensa l'effetto servo dovuto al bordo della pastiglia frenante ed evita anche l'entrata in risonanza (fischio) dei pattini freno[1].
Questo tipo di soluzione sta progressivamente andando in disuso nel settore motociclistico proprio nelle applicazioni più sportive dove si era imposto, si è infatti appurato che spingere la pastiglia con due o più pistoncini, per quanto differenziati, non produceva gli effetti di potenza frenante e di uniformità di usura generato invece dall'azione di più pastiglie spinte ognuna da un pistoncino o da pastiglie freno con più intagli. Questo sistema ha anche il vantaggio di avere più bordi di attacco della pastiglia a tutto vantaggio della potenza frenante e impianti a 4 pistoncini e 4 pastiglie sono ormai la prassi su tutte le motociclette più performanti.

### Problemi
Problematiche relative a questi componenti possono essere dovute al grippaggio del pistoncino che quindi non rientra più nella posizione di riposo. Questo fenomeno è frequente in auto utilizzate per lungo tempo in condizioni ambientali sfavorevoli.

### Accorgimenti
La pinza freno può avere:

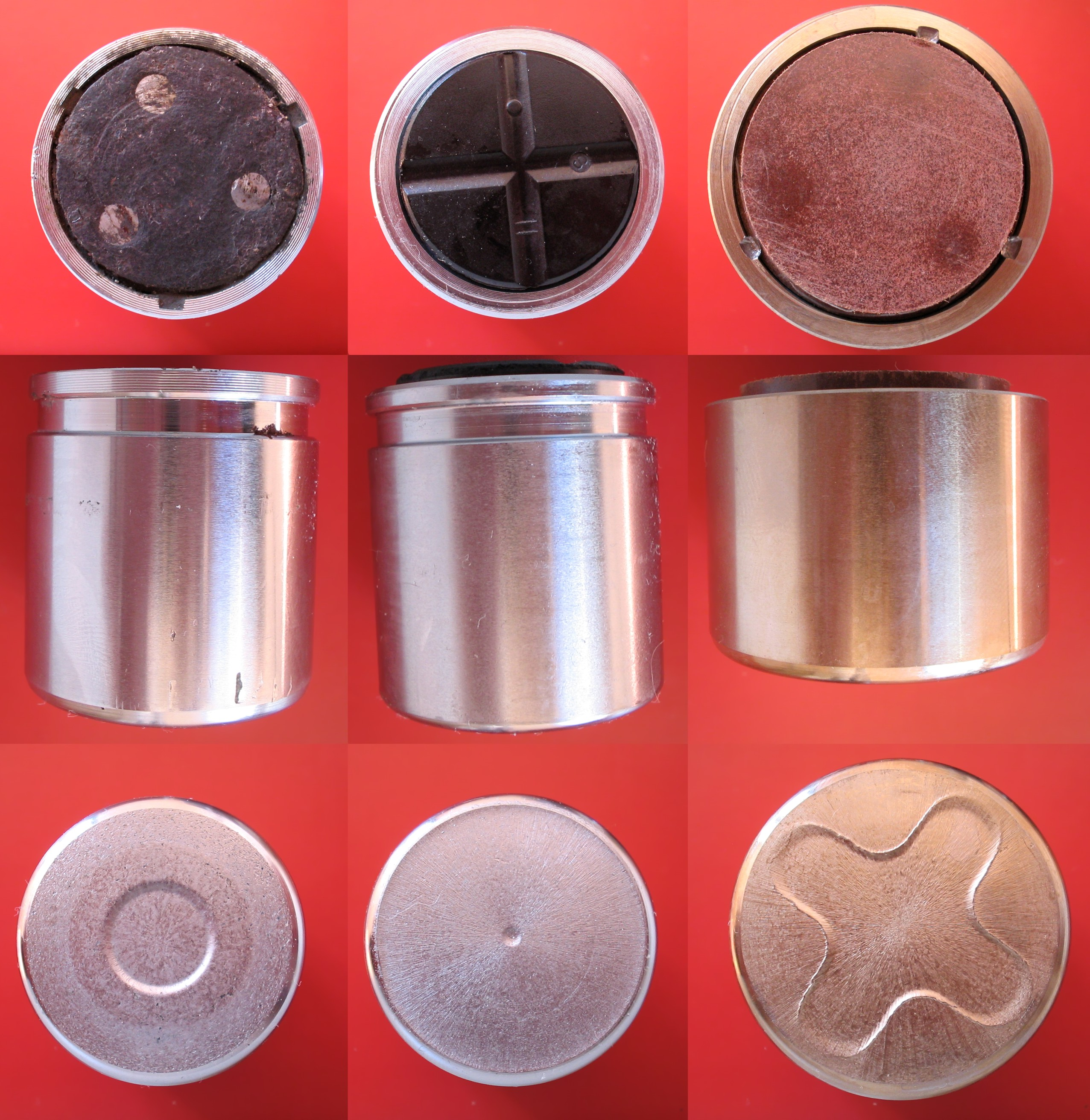
Pistoncini pinza freno, a sinistra un pistoncino consumato, al centro un pistoncino con un sistema differente, a destra un pistoncino differente con riempimento interno in materiale tenero esattamente come per il pistoncino di sinistra, si può notare la gola per l'uso del parapolvere nei pistoncini di sinistra e al centro

- Pistoncino cavo, quest'accorgimento è molto utilizzato, consiste nell'avere i pistoncini scavati dalla parte rivolta alla pastiglia, perché permette di ridurre la superficie di trasmissione del calore e ridurre il riscaldamento della pinza e dell'olio freno, senza perdere o ridurre la capacità di trasmissione della forza, inoltre si riduce il peso complessivo.
  - Con riempimento in materiale tenero, tale materiale è leggermente sporgente e riduce la possibilità di far fischiare i freni

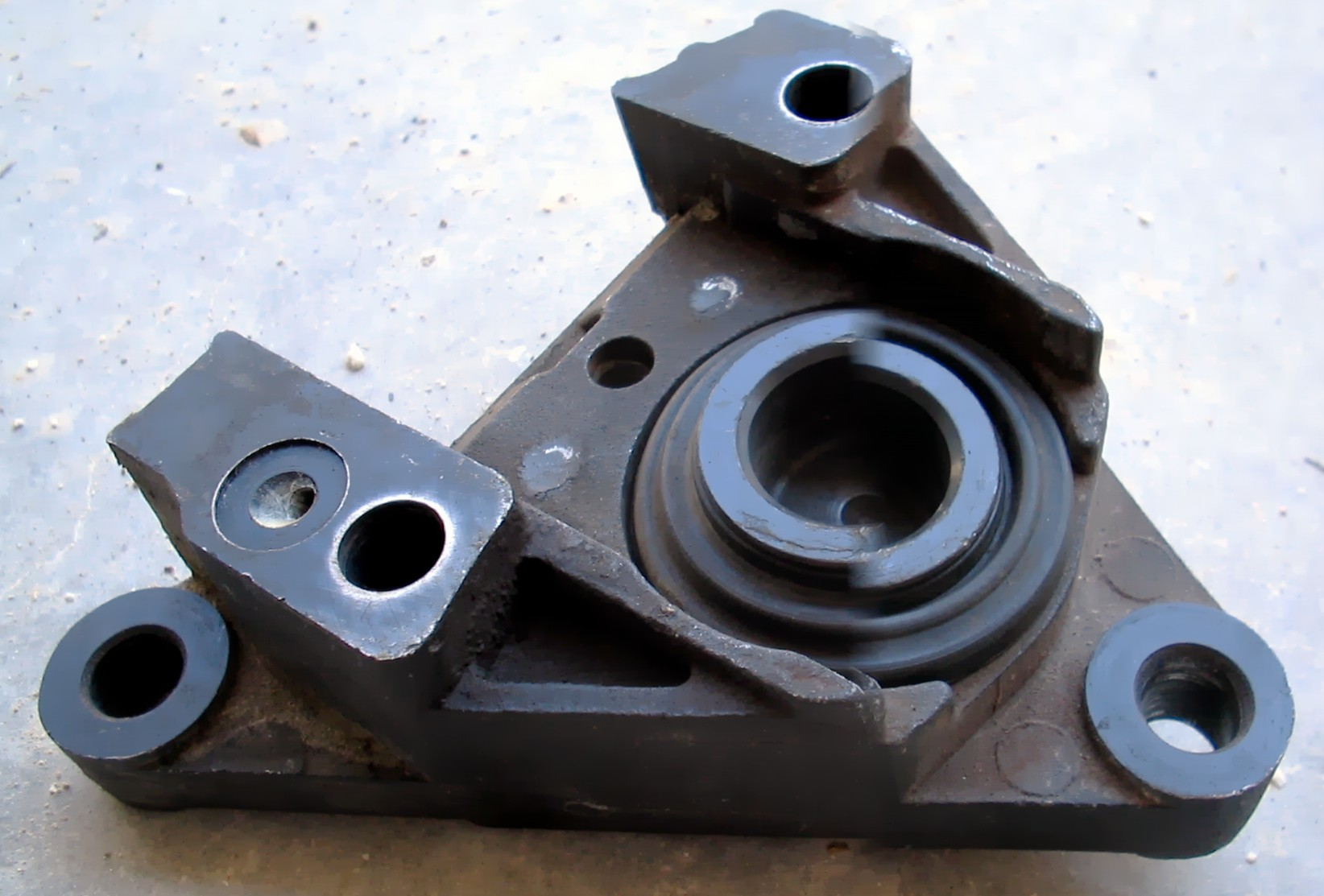
Semiguscio di una pinza freno fissa munita di parapolvere

- Parapolvere elemento elastico che generalmente sostituisce il raschiapolvere, aggancia al pistoncino e alla pinza, in modo da proteggere il pistoncino dalla polvere ed evitare che si blocchi.
- Guarnizione, si utilizza un o-ring di tenuta per l'fluido freno, posto su una sede della pinza freno (del tipo fisso a due pezzi), in modo che questo non si disperda, tale accorgimento viene utilizzato praticamente ad unanimità.
- Guarnizione square-ring elemento che evita il trafilamento del liquido tra pistoncino e pinza freno.
- Raschiapolvere elemento che riduce l'insinuarsi dello sporco quando i pistoncini vengono riposti in sede, tale accorgimento viene utilizzato praticamente ad unanimità.

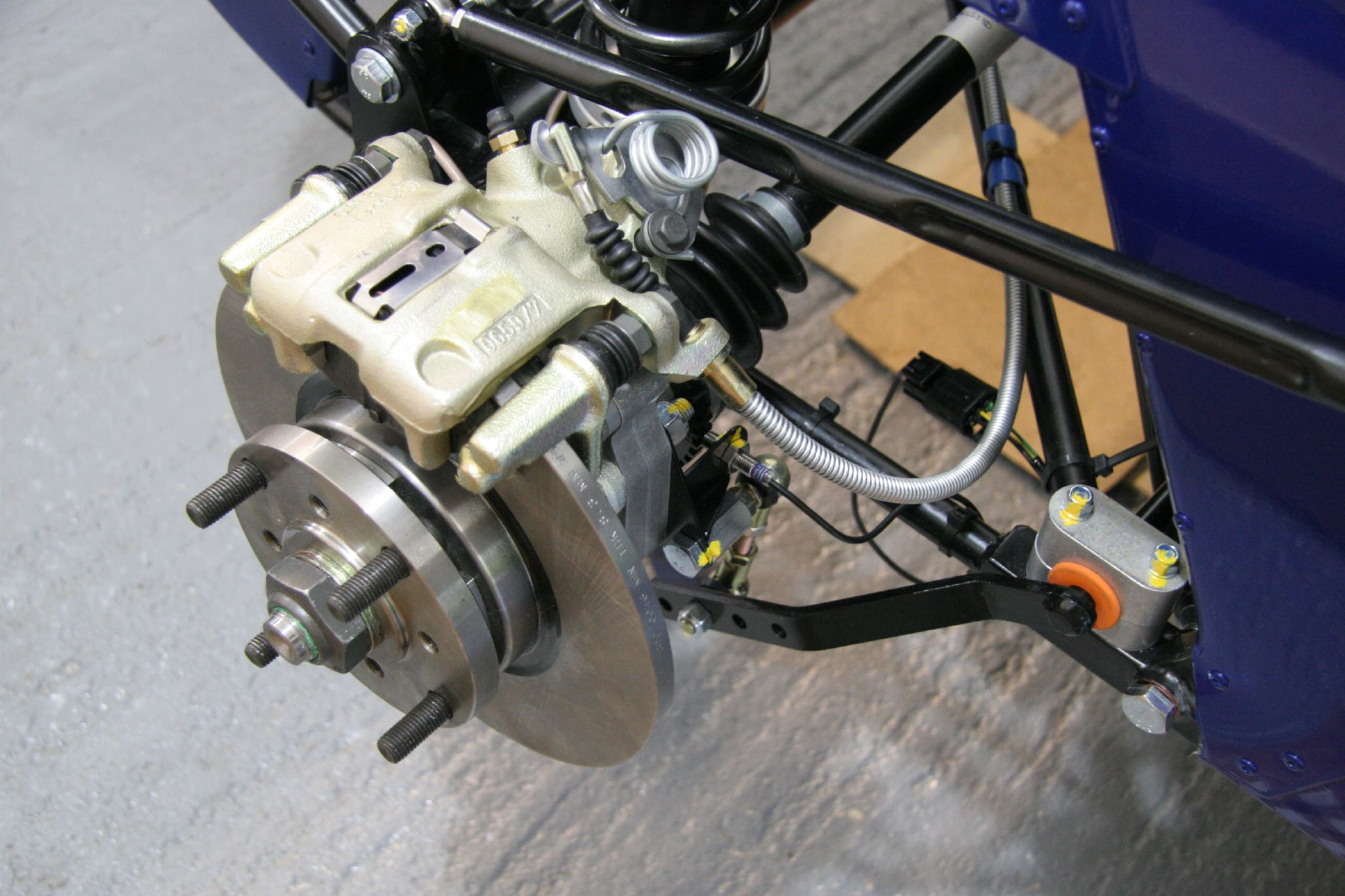
Impianto frennte posteriore dove è possibile vedere cavi, molla e la leva della camma del freno di stazionamento

- Camma freno a mano, la pinza freno per l'impianto posteriore viene munita di una camma azionata a leva, azionata dai cavi del freno di stazionamento, tale sistema spinge il pistoncino contro il disco freno
- Avvitamento della pastiglia, questa tecnica è poco utilizzata, consisteva nell'avere il pistoncino munito di un foro filettato, per poter avvitare una vite che tenesse la pastiglia bloccata al pistoncino.
- Vite di spurgo con valvola di ritegno al posto della classica vite di spurgo, caratterizzata da un semplice canale, queste sono munite anche da una valvola unidirezionale, che permette di semplificare l'operazione di sostituzione del liquido freni

## Problemi legati alla pinza
I problemi verificabili su tale organo sono:
- Incollamento della pastiglia sul disco: si verifica a causa dello sporco o della corrosione che può intervenire quando il mezzo non viene utilizzato a lungo. L'incollamento è ovviamente deleterio per la durata del sistema frenante e per la stabilità del mezzo.
- Usura di una pastiglia maggiore dell'altra: questo problema è riscontrato più spesso su pinze flottanti; è causato da frenate molto lievi e si accentua nei casi in cui il sistema di slittamento della pinza non funzioni più a dovere - generalmente per mancanza di grasso lubrificante. Nei sistemi a pinza fissa, invece, questo problema si verifica quando i pistoncini di un lato della pinza si bloccano e può portare anche ad un totale inutilizzo di quel lato della pinza.
- Consumo obliquo della pastiglia: questo problema si verifica quando i pistoncini non scorrono in modo uniforme o quando uno o più pistoncini sono bloccati; è più frequente nei sistemi a pinze fisse, perché, oltre ad avere un numero doppio di pistoncini rispetto a un analogo sistema flottante, il loro scorrimento è dimezzato, portando ad avere un accumulo di spessore maggiore sui pistoncini.